# Колесник, Алексей Сергеевич
Алексей Сергеевич Колесник (1922—1987) ― советский педагог. Народный учитель СССР (1985).

## Биография
Алексей Колесник родился 7 августа 1922 года в станице Челбасской (ныне Каневской район, Краснодарский край) (по другим источникам — в станице Крыловской).
После окончания школы в 1940 году стал курсантом Краснодарского авиационного училища, но с началом войны был перевдён в Чебоксарское военно-авиационное училище штурманов. В годы войны участвовал в боях в небе над Кубанью, защищал Киев, проявил мужество при освобождении деревни Сокольча, за что её жители после войны присвоили ему звание почётного гражданина населенного пункта. Воевал под Варшавой, в небе над Берлином, где и закончил войну. За ратные подвиги награждён орденами и медалями. 
После войны окончил Краснодарский педагогический институт и приехал работать учителем математики в станицу Отрадную Краснодарского края. На уроках требовал раскованности, оригинальности мышления, творчества. На его уроках математики устраивались философские минутки, а на занятиях математического кружка, который дети всегда посещали с большим удовольствием, они не только решали задачи и доказывали сложнейшие теоремы, но и знакомились с новинками науки и техники, обсуждали новые произведения литературы, поэзии, музыки, спорили о цели и смысле жизни. Преподавал в МБОУ СОШ №1 математику около 40 лет. 
Умер в 1987 году.

## Звания и награды
- Заслуженный учитель школы РСФСР
- Народный учитель СССР (1985)
- Отличник народного просвещения РСФСР
- «Учитель-методист»
- Орден Октябрьской Революции
- Орден Отечественной войны 2-й степени
- Орден Красной Звезды
- Медаль «За победу над Германией в Великой Отечественной войне 1941—1945 гг.»
- Медаль «За взятие Берлина»
- Медаль «За освобождение Варшавы»
- Медаль «За Варшаву 1939—1945» (ПНР)
- Медаль «В ознаменование 100-летия со дня рождения Владимира Ильича Ленина»
- Медаль Н. К. Крупской

## Память
- Его имя присвоено школе №1 станицы Отрадная, где преподавал Колесник А.С.